# Ningadhun
Ningadhun är ett berg i Australien. Det ligger i regionen Narrabri och delstaten New South Wales, i den sydöstra delen av landet, omkring 410 kilometer norr om delstatshuvudstaden Sydney. Toppen på Ningadhun är 1 036 meter över havet, eller 32 meter över den omgivande terrängen. Bredden vid basen är 0,20 km. Ningadhun ingår i Nandewar Range.
Trakten runt Ningadhun är nära nog obefolkad, med mindre än två invånare per kvadratkilometer.. 
I omgivningarna runt Ningadhun växer i huvudsak städsegrön lövskog. Genomsnittlig årsnederbörd är 762 millimeter. Den regnigaste månaden är januari, med i genomsnitt 126 mm nederbörd, och den torraste är oktober, med 18 mm nederbörd.